# Amplectoductina
Amplectoductina es un género de foraminífero bentónico de la subfamilia Ellipsoidininae, de la familia Ellipsoidinidae, de la superfamilia Pleurostomelloidea, del suborden Buliminina y del orden Buliminida. Su especie tipo es Amplectoductina carnatolintra. Su rango cronoestratigráfico abarca desde el Ypresiense (Eoceno inferior) hasta el Plioceno.

## Discusión
Clasificaciones previas incluían Ellipsobulimina en la subfamilia Pleurostomellinae de la familia Pleurostomellidae, y en el suborden Rotaliina del orden Rotaliida.

## Clasificación
Amplectoductina incluye a las siguientes especies:
- Amplectoductina carnatolintra †, considerado sinónimo posterior de Amplectoductina multicostata
- Amplectoductina multicostata †